# Elaphoglossum calanasanicum
Elaphoglossum calanasanicum är en träjonväxtart som beskrevs av Holtt. Elaphoglossum calanasanicum ingår i släktet Elaphoglossum och familjen Dryopteridaceae. Inga underarter finns listade.